# Wiktor Błądek
Wiktor Błądek (ur. 3 czerwca 1945, zm. 12 września 2019) – polski inżynier, manager. 

## Życiorys
Absolwent Akademii Górniczo-Hutniczej im. Stanisława Staszica w Krakowie (magister inżynier górnik). Zaczynał w Zakładach Górniczych Lubin w 1970 jako sztygar oddziału wydobywczego. Następnie został naczelnym inżynierem i pierwszym zastępcą dyrektora w Zakładach Górniczych "Rudna". W 1990 wrócił do kopalni Lubin na stanowisko sztygara zmianowego. Po roku został nadsztygarem. Na tym stanowisku pracował do końca 1995. W latach 1996–2001 był dyrektorem ds. technicznych w jednym z Oddziałów KGHM Polska Miedz S.A. - w Zakładach Górniczych "Polkowice-Sieroszowice". Od 2002 dyrektor Oddziału KGHM w ZG "Rudna", skąd został powołany na stanowisko prezesa Zarządu KGHM Polska Miedź S.A. Przez trzy kolejne kadencje, od 1994 r. do 2002 r., zasiadał w Radzie Nadzorczej KGHM Polska Miedź S.A.

## Nagrody i wyróżnienia
Laureat licznych nagród i wyróżnień państwowych oraz górniczych. Laureat licznych nagród i wyróżnień państwowych oraz górniczych, odznaczony m.in.: Brązowym, Srebrnym i Złotym Krzyżem Zasługi, Medalem 40-lecia PL, Honorową Odznaką Zasłużony dla KGHM Polska Miedź S.A., Srebrną Odznaką LGOM, Srebrną i Brązową Odznaką Zasłużony dla Górnictwa PRL, Honorową Szpadą Górniczą, Medalem Zasługi dla województwa legnickiego, Medalem Zasłużony dla ZG Rudna, Srebrną Odznaką za Zasługi dla Rozwoju Przemysłu Maszynowego, Krzyżem Kawalerskim Orderu Odrodzenia Polski (2005), a także złotym medalem za zasługi dla obronności kraju (2005).